# 辅助生殖技术
辅助生殖技术是指主要用于解决不孕症的醫學技術，目的是讓女性受孕。辅助生殖技术涉及人工授精、體外人工受精、胚胎深低溫保存等技術。